# Notomastus brasiliensis
Notomastus brasiliensis är en ringmaskart som beskrevs av Grube 1868. Notomastus brasiliensis ingår i släktet Notomastus och familjen Capitellidae. Inga underarter finns listade i Catalogue of Life.